# 余安民
余安民（1889年—1950年12月），四川崇庆人。国民革命军中将。四川军阀。

## 生平
保定陆军军官学校第1期。1935年10月中央对川军第一期整军，所部暂编第一师有5个团共5000余人。1940年秋任川康绥靖公署中将高参。